# The Medical Journal of Australia
The Medical Journal of Australia est une revue médicale australienne existant depuis 1914.
Il s'agit du journal officiel de l'Association médicale australienne (en) et la revue est publiée par l'Australasian Medical Publishing Company. D'après le Journal Citation Reports, le facteur d'impact de ce journal était de 4,089 en 2014. 